# Ny knallertalder
|  | Denne artikel er oprettet af botten PalnaBot ud fra en ekstern database. Den kan derfor have sproglige fejl eller mangler. Denne skabelon kan fjernes efter kontrol af indholdet. |

Ny knallertalder er en oplysningsfilm instrueret af Mogens Petersen efter manuskript af Leon Østergaard, Mogens Petersen.

## Handling
TV OBS og radiospot i forbindelse med, at aldersgrænsen for knallertkørere blev sat op fra 15 til 16 år , den 1.1.1980, og at undervisningen i knallertkørsel bliver obligatorisk fra samme dato.